# Albert Gorter (Komponist)
Albert Gorter (* 23. November 1862 in Nürnberg; † 14. März 1936 in Herrsching) war ein deutscher Kapellmeister und Komponist der Romantik.

## Leben und Werk
Albert Gorter studierte an der Münchener Akademie der Musik unter anderem bei Josef Rheinberger. Er wirkte als Theaterkapellmeister in Regensburg, Stuttgart, Karlsruhe, Leipzig und Straßburg. Von 1910 bis 1925 war er städtischer Kapellmeister in Mainz, ab 1920 im Rang eines Generalmusikdirektors. Seinen Lebensabend verbrachte Albert Gorter in Herrsching am Ammersee.
Albert Gorter trat mit Orchesterwerken, Klavierstücken, Liedern und Opern kompositorisch hervor.